# Theodor Makridi Bey

Fotografía de Theodore Makridi Bey

Theodore Makridi Bey (Constantinopla, 1872-Estambul, 1940) fue un arqueólogo otomano y greco-turco, que dirigió las primeras excavaciones de la capital hitita, Hattusa.
Nació en Constantinopla en 1872, era hijo del médico militar Ferid Pasha Konstantin Makridi, estudió en el Galatasaray High School. Fue comisario de las Antigüedades otomanas y el segundo director del Museo arqueológico de Estambul (entonces Museo Imperial del Imperio Otomano) después de Osman Hamdi Bey.
El 1 de abril de 1892, fue contratado en el Museo arqueológico de Estambul, dirigido por Osman Hamdi Bey, un año antes de la nueva fundación, como secretario de los franceses. Trabajó en este instituto durante 38 años primero bajo Osman Hamdi Bey y luego de su sucesor Halil Ethem Bey, siendo desde 1923 asistente de dirección.
En su calidad de comisario de las Antigüedades otomanas, participó en las excavaciones austriacas en Éfeso (1897-1898, 1902-1903, 1905-1906), las excavaciones alemanas en Baalbek (1900-1902) y Sidón (1902).
Realizó excavaciones en Hattusa junto con Hugo Winckler en 1906-1907 y en 1911-1912, lo que permitió sacar a la luz la antigua ciudad de Hattusa, la capital del Imperio hitita. Se distinguió en esta y en otras excavaciones, donde participó en nombre del museo, en particular por sus habilidades organizativas y su capacidad para trabajar con los propietarios locales y para adquirir mano de obra. Su colaboración con Winckler, a quien a menudo se describe como un personaje difícil, generalmente se considera positiva. Según los informes, era inepto para controlar las excavaciones y no podía evitar el robo de los artefactos encontrados.
Continuó siendo empleado por el Estado y prosiguió con las excavaciones arqueológicas después de la declaración de la República de Turquía. Posteriormente dirigió excavaciones por su cuenta, incluidas las antigua ciudades griegas de Claros y Notio (1904, 1907). Después de su retiro, en 1930 se trasladó a Atenas, donde de 1931 a 1940 fue director del Museo Benaki. Theodore Makridi murió en diciembre de 1940, después de una breve enfermedad en Estambul.